# Convention de la Baie-James et du Nord québécois
 (juillet 2017).
Si vous disposez d'ouvrages ou d'articles de référence ou si vous connaissez des sites web de qualité traitant du thème abordé ici, merci de compléter l'article en donnant les références utiles à sa vérifiabilité et en les liant à la section « Notes et références ».

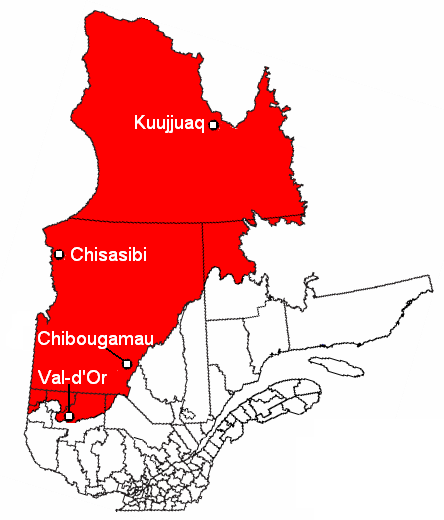
Nord du Québec (territoire visé par la CBJNQ de 1975)

La Convention de la Baie-James et du Nord québécois de 1975 (CBJNQ) constitue un règlement général québécois entre le gouvernement du Québec et les représentants des Cris et des Inuits du Nord-du-Québec sur les revendications territoriales de ces derniers. La Convention du Nord-Est québécois de 1978 a permis aux Naskapis, du village Kawawachikamach, de s’y joindre.
Les deux conventions prévoient une large autonomie politique et administrative pour les communautés autochtones et leur accordent des droits exclusifs de chasse, de pêche et de piégeage sur des territoires de 170 000 km2, ainsi que des compensations financières à court et à moyen terme d’environ 234 millions de dollars. En contrepartie, le gouvernement du Québec obtient le droit de développer les ressources hydrauliques, minérales et forestières du Nord du Québec et de leurs droits ancestraux.
Les principaux signataires de la Convention de la Baie-James sont le Grand Conseil des Cris, les Inuits du Nunavik, le gouvernement provincial et fédéral, Hydro-Québec et la Société de développement de la Baie James. La CBJNQ a été signée le 11 novembre 1975.

## Historique
Avant les années 1950, les Cris sont à peu près les seuls habitants permanents de la Jamésie. Ils vivent surtout d'une économie de subsistance, complétée par des revenus commerciaux provenant de la trappe. De nature nomade, le développement économique progressif de la Jamésie, des années 1950 à 1970, entraîne la sédentarisation d'une grande partie de la population crie. Ceci amène une forte croissance démographique et un certain délaissement des territoires de chasse par les autochtones.
Au début des années 1970, les échanges entre les autochtones et la population blanche demeurent limités. Une certaine ségrégation raciale est observée par la formation de ghettos dans plusieurs villages où les deux ethnies sont présentes.
Déchirés entre une culture millénaire prônant une harmonie entre l'être humain et la nature et un certain confort apporté par la modernité, les Cris tentent de maintenir un certain statu quo. Cependant, l'augmentation de la population crie, sans infrastructures appropriées pour la supporter, et les différents projets du gouvernement du Québec pour la Jamésie, forcera des contacts plus fréquents et plus intimes entre les populations autochtones de ce territoire et les Québécois.

## Géographie
La Baie-James est située dans la région du nord du Québec. Cette région du Québec est le territoire qui est habité par les Inuits, les Cris et les Naskapis. Celle-ci est caractérisée par la taïga, composée de petits arbustes, et une partie de la forêt boréale, composée principalement de conifère, au sud du territoire. La Baie-James a une superficie de 297 330 kilomètres carrés. Ce qui représente environ 20 % du territoire total du Québec.
Le secteur du Québec qui est discuté dans ladite convention s’étale du 48e au 62e parallèle de latitude Nord et du 79e au 64e méridien de longitude Ouest.

### Projet de la Baie-James de 1971

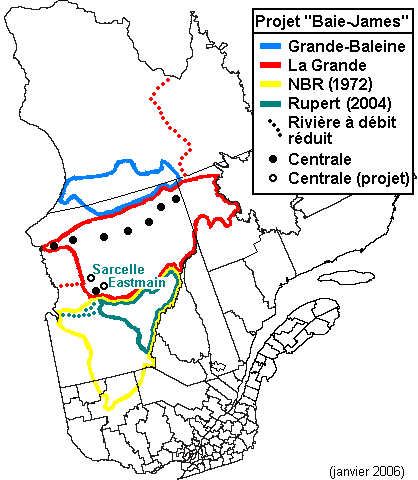
Projet de la Baie-James

Le potentiel hydroélectrique des rivières du Nord du Québec a attiré l’attention du gouvernement du Québec, mais ce n’est qu’après la nationalisation de la plupart des producteurs privés d’électricité du Québec en 1963 que la nouvelle société d’État, Hydro-Québec, tourne son attention sérieusement vers les rivières du Nord québécois. En avril 1971, le premier ministre Robert Bourassa annonce le projet de la Baie-James visant le développement du potentiel hydroélectrique des rivières Nottaway, Broadback, Rupert et Harricana dans le sud de la région de la Baie-James, ou bien le développement de la Grande Rivière et de la rivière Eastmain, plus au nord. La construction de la route de la Baie-James, vers le nord à partir de la ville de Matagami, débute la même année, sans que sa destination soit établie. Le choix en faveur du projet hydroélectrique centré sur la Grande Rivière est pris en mai 1972 par le gouvernement du Québec.
N'ayant pas été consultés par le gouvernement du Québec avant l’annonce d’avril 1971 et percevant une certaine attitude paternaliste de la part des blancs, plusieurs Cris et Inuits du Nord québécois s’opposent fermement au projet. L’Association des Indiens du Québec (AIQ) demande, à l'automne 1972, une injonction à la Cour supérieure du Québec pour arrêter les travaux de construction. Après une audition d'une durée exceptionnelle, l’injonction leur est accordée le 15 novembre 1973 par le juge Albert Malouf, mais sa décision est cassée une semaine plus tard par la Cour d’appel du Québec (la Cour suprême du Canada confirme par la suite la décision de la Cour d'appel). Néanmoins, les tribunaux du Québec réaffirment l’obligation du gouvernement du Québec de s’entendre avec les Cris et les Inuits de la région. Devant cet état de fait, Québec propose alors aux Cris et aux Inuits de négocier une entente à la condition qu'ils arrêtent les procédures judiciaires et qu'ils excluent des pourparlers les revendications des autres nations indiennes. Cette acceptation provoqua d'importants remous au sein de l'Association des Indiens du Québec qui finit par se saborder quelques années plus tard.
Le gouvernement du Québec s’engage alors dans des négociations globales concernant le développement hydroélectrique, l’usage du territoire par les communautés autochtones et la création d’institutions politiques autonomes pour leurs communautés. Une entente de principe est signée un an plus tard, le 15 novembre 1974 entre les gouvernements du Québec et du Canada, le Grand Conseil des Cris (Eeyou Istchee) (Grand Council of the Crees of Québec), l’Association des Inuits du Nord québécois (Northern Quebec Inuit Association), Hydro-Québec, la Société d’énergie de la Baie-James et la Société de développement de la Baie-James. Les Inuits des communautés de Puvirnituq et d'Ivujivik n'ont pas signé cette convention.
Le gouvernement du Canada ratifia cette entente par l'adoption d'une loi qui éteignait les droits de tous les Autochtones sur le territoire visé (qu'ils soient imaginaires ou pas). C'est pourquoi nous retrouvons comme premier article du chapitre 2 (Dispositions principales) de cette même convention:
« En considération des droits et des avantages accordés par les présentes aux Cris de la Baie James et aux Inuits du Québec, les Cris de la Baie James et les Inuits du Québec cèdent, renoncent, abandonnent et transportent par les présentes tous leurs revendications, droits, titres et intérêts autochtones, quels qu'ils soient, aux terres et dans les terres du territoire du Québec, et le Québec et le Canada acceptent cette cession. »
La Convention de la Baie-James et du Nord québécois (CBJNQ) est signée un an plus tard, le 11 novembre 1975. Le 31 janvier 1978, la Convention du Nord-Est québécois permet aux Naskapis de Schefferville de se joindre à l’accord. Par la suite, 17 conventions complémentaires se sont ajoutées à la CBJNQ, entre 1978 et 2002, et plusieurs ententes parallèles ont été conclues entre le Grand Conseil des Cris et le gouvernement du Québec, dont l’Entente concernant une nouvelle relation entre le gouvernement du Québec et les Cris du Québec (« La Paix des Braves ») du 7 février 2002. D’autres ententes ont été conclues entre le Grand Conseil des Cris et Hydro-Québec, dont la Convention Boumhounan sur l’évaluation et la réalisation du projet de la dérivation de la rivière Rupert et la Convention concernant une nouvelle relation entre Hydro-Québec / SEBJ et les Cris de Eeyou Istchee de 2004, qui prévoit qu'Hydro-Québec facilitera la participation des Cris de la Baie-James dans le développement hydroélectrique du territoire au moyen de partenariats, d'emplois et de contrats.
La Loi constitutionnelle de 1982, à son article 35 (1), a enchâssé les droits existants - ancestraux ou issus de traités - des peuples autochtones du Canada, ce qui a pour effet de conférer un statut constitutionnel aux droits inscrits dans la CBJNQ et la CNEQ et aux six premières conventions complémentaires signées entre 1978 et 1980.

## Faits saillants de la Convention

### Préambule de la CBJNQ
Le premier « attendu que » indique que les parties jugent souhaitable que le Québec prenne des mesures en vue de : 
- l'organisation,
- la réorganisation,
- la bonne administration,
- le développement planifié des régions admises au Québec en 1898 et 1912.

Le deuxième « attendu que » rappelle que le Québec avait assumé certaines obligations envers les Autochtones habitant ces régions.
Le troisième énonce que le Québec s'acquittera de certaines obligations envers les Autochtones habitant ces régions.
La quatrième indique que les parties conviennent des conditions de cession des droits invoqués dans les lois de l'extension des frontières du Québec de 1912.
La cinquième traduit l'intention du Canada et du Québec de recommander l'adoption des modifications aux lois de l'extension des frontières du Québec de 1912.
La sixième stipule que les sociétés d'État provinciales (SDBJ, SEBJ, Hydro-Québec) ont avantage à développer le territoire de façon planifiée.
Le septième traduit l'intention du Canada et du Québec de recommander l'adoption de lois pour approuver et mettre en vigueur la présente convention.

### Mesures apportées par la CBJNQ
Le découpage des terres en catégorie (I, II et III)
Un régime de chasse, de pêche et de piégeage
Deux régimes distincts (Cris et Inuits) de la protection de l'environnement
Un régime sur le contrôle et l'opération des pourvoiries
Des mesures de protection de la faune
Des mesures de soutien aux activités traditionnelles
Des mesures de développement économique et social

### Conventions complémentaires
À la suite de la signature de la Convention de la Baie-James et du Nord québécois, il y eut 18 conventions complémentaires numérotées, la dernière remontant à 2005, modifiant en partie la CBJNQ. Il y eut également la signature de la « Convention de Chisasibi », la « Convention du Lac Sakami », la « Convention La-Grande (1986) », la « Convention sur le mercure », la « Convention de Kuujjuaq », la « Convention d'Oujé-Bougoumou », la « Convention La-Grande (1992/Opimiscow) », l'entente de principe Kuujjuarapik (1993) et la paix des Braves (2002).

### Régime des terres
La CBJNQ divise le Territoire du Nord du Québec en trois catégories :
- Catégorie I : les terres à l’usage et au bénéfice exclusifs des Cris et des Naskapis ; chez les Inuits, toutefois, les terres sont régies par des villages nordiques où les Inuits forment la majorité de la population (14 000 km2). Les terres de catégorie I sont divisées en deux parties. Dans le secteur A, le territoire est protégé par le gouvernement fédéral du Canada. Dans le secteur B, le territoire est protégé par le gouvernement provincial du Québec. Ce territoire ne peut être vendu ou donné qu'au Québec. Les gouvernements fédéral et provincial gardent les droits d'exploitation minière[11],[12].

- Catégorie II : les terres provinciales où les Autochtones ont des droits exclusifs de chasse, de pêche et piégeage ; les Autochtones et les autorités régionales qui est un conseil composé de 50 % de représentant de l’administration régionale crie et de 50 % de représentant de la municipalité de la Baie-James participent conjointement à leur gestion (chasse, pêche, piégeage, développement du tourisme, exploitation forestière). (155 000 km2) Si le gouvernement du Québec veut faire du développement dans un territoire de catégorie II, les habitants de ce secteur recevront un agrandissement de leur territoire d'une valeur égale à ce qui a été perdu ainsi qu'une compensation monétaire subséquente[13],[12].

- Catégorie III : les terres publiques provinciales où les autochtones ont le droit exclusif d’exploiter certaines espèces aquatiques et certains animaux à fourrure et de participer à l’administration et à la mise en valeur du territoire; (911 000 km2)

### Indemnités et développement économique
Les Conventions prévoient que les Cris, les Inuits et les Naskapis du Nord du Québec recevront à court et à moyen terme une compensation financière d’environ 234 millions de dollars (Cris 134 M$, Inuits 91 M$, Naskapis 9 M$). Les indemnités offertes aux Cris par le Canada et le Québec sont de 75 M$. Le montant payé par le Québec est de 42.25 M$ soit 56,3 % et celui du Canada est de 32,75 M$ soit 43,6 %.
De plus, le Québec s’engage à verser une autre portion de 75 000 000 $ aux Cris et aux Inuits qui est divisé entre les deux peuples sur un ratio de 60 % pour les Cris et 40 % pour les Inuits. Les Cris de la Baie-James ont reçu 2.2 M$ de la part du Québec à titre d’indemnité pour les frais des négociations. Les fonds sont administrés par trois sociétés de développement autochtones : le Bureau de l’indemnité cri, la Société Makivik et la Société de développement des Naskapis. D’autres indemnités ont été versées dans le cadre des 17 conventions supplémentaires et des ententes parallèles. Selon des données compilées par Hydro-Québec, de 1975 à 1999, les Cris ont reçu des indemnités totalisant 450 M$ et des contrats d'une valeur de 215 M$, tandis que les Inuits ont reçu des indemnités de 140 M$ et des contrats d'une valeur de 120 M$.

### Protection environnementale et sociale
La Convention prévoit la création de deux comités consultatifs pour le Nunavik et la Jamésie, composés de représentants des gouvernements du Québec et du Canada et des autorités autochtones. Le Comité consultatif de l'environnement Kativik est consulté par les gouvernements du Québec et du Canada et par les villages nordiques lorsqu'ils élaborent des lois et des règlements affectant l’environnement ou le milieu social au Nunavik. Le Comité consultatif pour l'environnement de la Baie-James est consulté par les gouvernements du Québec et du Canada, le Grand Conseil des Cris, les villages cris, le conseil régional de zone et les municipalités lors de l'élaboration des lois et règlements affectant l'environnement ou le milieu social dans la région de la Baie-James. Les deux comités ont pour fonctions d’encourager l'échange de points de vue et de renseignements.
La Convention prévoit aussi la création d’une Commission de la qualité de l'environnement Kativik (CQEK) qui évalue et examine les projets situés au Nunavik. Elle décide si le projet devrait être assujetti à la procédure d’évaluation et d’examen des impacts sur l’environnement et le milieu social prévue à Loi sur la qualité de l’environnement du Québec et, le cas échéant, elle élabore une directive sur la portée de l’étude d’impact. La CQEK analyse les études d'impact et peut organiser des audiences publiques dans les villages touchés par un projet. La CQEK rend une décision sur l'autorisation ou non du projet.
Pour les projets dans la région de la Baie-James, la CBJNQ prévoit la création d’un Comité d'évaluation qui examine les projets situés dans la région de la Baie-James et recommande au sous-ministre de l’Environnement du Québec d'assujettir ou non le projet à la procédure d’évaluation prévue à la Loi sur la qualité de l’environnement du Québec et, en cas de décision positive, il élabore une directive sur la portée de l'étude d'impact à réaliser et la recommande au sous-ministre de l'Environnement du Québec.

### Gouvernement local et régional
Chez les Cris et les Naskapis, les terres de catégorie IA, de juridiction fédérale, sont administrées par des conseils de bande en vertu de la Loi fédérale sur les Cris et les Naskapis du Québec de 1984. Les terres de catégorie IB, généralement limitrophes, sont de juridiction provinciale et sont administrées par des « municipalités de village » qui sont, dans les faits, des corporations foncières. Les terres de catégorie II se trouvent généralement au pourtour des villages cris et naskapi. La communauté crie d’Oujé-Bougoumou, fondée après la signature de la CBJNQ, est un « établissement autochtone » sur des terres provinciales ; elle est en attente d’une régularisation de son statut depuis plusieurs années. Les villages cris sont tous représentés au sein du Grand Conseil des Cris (Eeyou Istchee), créé par les Cris en 1974 en vue de négocier la CBJNQ. La CBJNQ prévoit la création d’une Administration régionale crie (ARC) pour les affaires régionales, mais dans les faits, les responsables de l’ARC sont les mêmes personnes qui dirigent le Grand Conseil des Cris ; les deux instances sont ainsi fusionnées.
Au Nunavik, les 14 communautés sont constituées en villages nordiques sur des terres de catégorie I de juridiction provinciale. Tous les villages nordiques participent à l’Administration régionale Kativik (ARK). Toutefois, le village cri de Whapmagoostui, jumelé au village nordique de Kuujjuarapik, n’en fait pas partie ; Whapmagoostui participe à l’Administration régionale crie et au Grand Conseil des Cris.
Chez les Naskapis de la Côte-Nord, près de la ville de Schefferville, il existe un conseil de bande de Kawawachikamach sur les terres de catégorie IA-N de juridiction fédérale où se trouve la communauté, et une municipalité de village naskapi de Kawawachikamach sur les terres IB-N de juridiction provinciale à quelque 20 km au nord de la communauté. Étant donné que la Loi sur les Indiens ne s’applique ni aux Naskapi, ni aux Cris du Québec, on ne peut parler de « réserves indiennes » pour décrire leurs villages.
Dans la Jamésie, la Convention prévoit une administration conjointe des terres provinciales de catégorie II où les Cris possèdent le droit exclusif de chasse, de pêche et de piégeage. Ces terres font partie du territoire de la municipalité de la Baie-James et sont administrées conjointement par l'Administration régionale crie et la municipalité de la Baie-James dans le cadre du Conseil régional de zone de la Baie-James.

### Éducation
Les conventions prévoient la création d’une commission scolaire crie pour les villages cris, la commission scolaire Kativik pour les résidents des villages nordiques et une école spéciale pour les élèves naskapis de Kawawachikamach. Les deux commissions scolaires sont régies par les lois du Québec, mais chaque commission scolaire dispose de pouvoirs spéciaux qui leur permettent de se doter de programmes d’enseignement qui leur sont propres. Un comité d’éducation de l’école spéciale naskapie joue un rôle analogue. L’emploi des langues crie, inuktitut et naskapie est donc encouragé à tous les niveaux ; l’anglais et le français sont des langues secondes. Le financement des commissions scolaires et école naskapie est partagé entre les gouvernements du Québec et du Canada.

## Perspectives
Au moment de la signature de la Convention de la Baie-James et du Nord québécois (CBJNQ), en 1975, il n’existait aucun précédent comparable en Amérique du Nord ; les Cris de la région de la Baie James bénéficieront d'un régime de droit particulier, distinct de celui imposé aux autres Premières nations par la Loi fédérale sur les Indiens, avec ses dispositions colonialistes et son esprit paternaliste. Les Cris de la Baie James, ainsi que les Inuits du Nunavik et plus tard les Naskapis de Kawawachikamach pouvaient prendre pleinement contrôle des institutions locales et régionales et aborder leur avenir avec confiance. Lignes aériennes, entreprises, écoles, hôpitaux, infrastructures municipales, tous les éléments de la vie moderne arrivaient à grands pas aux portes des communautés jusqu’alors isolées du Québec méridional industrialisé, et souvent isolées des unes des autres par des centaines de kilomètres de territoire sans routes. La CBJNQ est un traité autochtone d’une nouvelle sorte, et les négociations menant à sa signature en novembre 1975 ont donné naissance non seulement aux nouvelles institutions politiques régionales (Administration régionale crie et Administration régionale Kativik), mais les négociations ont aussi donné naissance à de nouvelles identités collectives, voire nationales, chez les Cris et les Inuits du Québec.
Or, dès 1990, le Grand Chef des Cris, Matthew Coon-Come, évoquait la déconfiture de la Convention. Sur un fond de déception provoquée par le fonctionnement des nouvelles institutions, par l'impact social du Projet de la Baie-James, et par l'ouverture de la route de la Baie James en 1974, les communautés cries et inuites se sont opposées avec fermeté à la réalisation d'un projet hydroélectrique sur la Grande rivière de la Baleine, lancé par Hydro-Québec en 1989. C'est au sujet du projet de la Grande-Baleine — pourtant prévu et décrit en détail dans le texte de la CBJNQ — que les autochtones et le gouvernement du Québec se sont affrontés, d’abord sur le thème de l'impact environnemental du projet, ensuite, sur une thématique plus large : le contrôle de leurs destins collectifs respectifs.
Avec l’élection d'un nouveau premier ministre du Québec en 1994, Jacques Parizeau du Parti québécois, le gouvernement du Québec prend un virage important et suspend le projet de la Grande-Baleine. Il s'engage par la suite dans un débat d’égal à égal avec le Grand Conseil des Cris pour discuter de l’ensemble des questions touchant la région de la Baie-James.
En 2002, le Grand Chef Ted Moses et le premier ministre Bernard Landry signent un nouvel accord, entièrement à l'extérieur des structures prévues à la CBJNQ : l'Entente concernant une nouvelle relation entre le gouvernement du Québec et les Cris du Québec, « La Paix des Braves ». Dès lors, on peut parler du début d'une cogestion crie-québécoise du développement du territoire, allant des projets hydroélectriques d'envergure plus modeste, tel que la dérivation Rupert, à l’amélioration des pratiques forestières dans le sud de la région (un meilleur contrôle des « coupes à blanc »).

## Population du Territoire
En 2005, la population totale du territoire visé par la CBJNQ s’élève à environ 125 000 personnes : 101 000 non-autochtones, 13 500 Cris, 9 000 Inuits, 600 Naskapis et 500 Innus (Montagnais). Sa plus grande ville, Val-d’Or, avec ses 32 000 habitants, a connu une expansion importante au début du XXe siècle.
Toutefois, les dispositions de la CBJNQ portant sur l’usage du territoire et sur la création de nouvelles institutions politiques et administratives n'affectent pas la région de l’Abitibi-Témiscamingue, c’est-à-dire les territoires « organisés » se trouvant au sud du 49e parallèle. La population du territoire de la Jamésie, du Nunavik et de la région de Schefferville, qui est directement touchée par les dispositions de la CBJNQ, s’élève à quelque 42 000 personnes en 2005, dont 23 000 autochtones (13 500 Cris, 9 000 Inuits et 600 Naskapis). La plus grande ville est Chibougamau, avec environ 8 000 habitants.